# وندل اچ. فورد
وندل اچ. فورد (به انگلیسی: Wendell H. Ford) سناتور سابق عضو حزب دموکرات ایالات متحده آمریکا بود. وی در سال ۱۹۷۵ تا ۱۹۹۹ میلادی سناتور ایالت کنتاکی در سنای ایالات متحده آمریکا بود.